# Stojan Protić
Stojan Protić, cyrilicí Стојан Протић (16. ledna 1857 – 28. října 1923) byl srbský politik a novinář. Jelikož Protić vystřídal 20. prosince 1918 ve funkci premiéra Nikolu Pašiće, který dosluhoval ještě jako premiér Srbského království, bývá označován za ministerského předsedu první vlády Království Srbů, Chorvatů a Slovinců.

## Život
Stojan Protić se narodil v Kruševaci. Navštěvoval gymnázia v Kruševaci a Kragujevaci. V letech 1876 až 1880 studoval Bělehradskou Univerzitu - obor historie a filozofie. Po univerzitě krátce pracoval jako účetní a středoškolský učitel. Po vzniku Národní radikální strany v roce 1881 se začal angažovat ve stranických novinách Samouprava, kde se koncem roku 1881 stal šéfredaktorem. Jeho další novinářská činnost byla spojena s tituly Odjek a Delo. Protić, který měl zkušenosti s psaním článků i knih, prohlašoval, že neexistuje nezávislý novinář a že myšlenka nezávislé žurnalistiky je podvod. V roce 1887 byl zvolen členem parlamentu a již v roce 1888 byl tajemníkem ústavodárné komise, která připravovala ústavu Srbského království. V následujících letech zastával různé funkce ve státní správě. V letech 1900 až 1901 byl ředitelem Národní knihovny Srbska. V roce 1901 se opět stal členem parlamentu. V letech 1903–1905, 1906–1907 a 1912–1914 byl ministrem vnitra, v letech 1909–1912 a 1917–1918 ministrem financí a v roce 1918 krátce i zastupujícím ministrem zahraničních věcí. 20. prosince 1918 se stal předsedou první společné vlády Království Srbů, Chorvatů a Slovinců, do které vstoupili zástupci většiny politických stran. Vláda padla vlivem vnitropolitické krize již v srpnu 1919. Premiérem byl krátce opět v roce 1920. Koncem února 1920 vydala jeho vláda Předběžné ustanovení o přípravě pozemkové reformy, kterým byly zrušeny feudální povinnosti v Bosně a Hercegovině, Makedonii, Kosovu a Sandžaku, systém kolonátu v Dalmácii a byl přislíben rychlý průběh pozemkové reformy. Protićova vláda padla již v květnu, ale pozemková reforma trvala víc než deset let.